# Candy (歌手)
Candy（キャンディ、1989年4月14日 - ）は、日本の女性歌手。北海道札幌市清田区平岡出身。小樽市銭函在住。身長は150cm。血液型はB型。元アミューズ所属。
現在は「小澤 ちひろ」名義で、北海道を拠点に活動している。

## 来歴・人物
- 小学生の時からヴォーカル・ダンスレッスンを始める。
- 2001年、歌唱力に注目したMISIAなどを手掛ける音楽プロデューサーの与田春生に見出され、2003年に上京。
- 2005年1月26日、avex traxよりマキシシングル『Bye & Thanks』で歌手デビューを果たす。
- 2006年には16歳にして、華原朋美のシングル『Keep On Running』（華原出演「桃の天然水」CMソング）の作詞を手掛け注目を集める（Candyの書いた詞が採用された）。
- 2008年より音楽ユニット「LOVERSSOUL」を結成し、「CHIHIRO」名義でシンガーソングライターとして活動中。
- 2019年より「小澤 ちひろ」名義で、北海道を拠点に活動。
- 2022年2月、The Cynical StoreのギタリストHayatoと結婚[4]。
- 2024年8月、男児を出産[5]。

## ディスコグラフィ

### シングル
1. Bye & Thanks （2005年1月26日、AVCD-30678）
三貴「銀座ジュエリーマキ カメリアダイヤモンド」の秋本奈緒美がボクシングをしているTVCMでスマッシュヒット
2. Promise （2005年5月18日、AVCD-30720）
テレビ東京系アニメ『ガラスの仮面』オープニングテーマ
PVのヒップホップ系のダンスを踊るバックダンサーの中にPerfumeがいる。
3. Stay Gold （2005年8月3日、AVCD-30786）
4. Happy Birthday （2008年4月14日）
5. MONiNG(朝MORi MiX)（2020年1月26日）
6. うつくしいひと（2021年6月1日）

### アルバム
1. Rhythm of Love（2019年5月1日）
2. きゅきゅきゅ（2020年4月15日）

## 楽曲提供
- Keep On Running（華原朋美）
- Glorious Heart（May'n）
- 「愛してる」なんて（May'n）
- shining ways（May'n）
- ハナタレたいそう（HTB・ハナタレナックス「おじさんといっしょ」で使用）

## 出演

### テレビ
- 北海道すたいる（BS日テレ）- リポーター（2020年11月8日 - 2023年1月8日）

### ラジオ
- 小澤ちひろのMusic in Mind（AIR-G')